# 刘虔
刘虔（？ - ？），一名璩，三国时期蜀汉后主刘禅的儿子。
景耀二年（259年）六月，刘禅将刘瓒册立为上党王。蜀汉灭亡后。刘虔与刘禅及刘禅的其余后裔迁徙到洛阳，刘虔的子孙于永嘉之乱时全部死绝。